# Pere I d'Argos
Pere I d'Argos (Petrus, Pétros Πέτρος) fou bisbe d'Argos vers el segle vi. Va escriure un Elogium Cosmae et Damiani SS. Anargyrorumn in Asia s. Oratio in sanctos et gloriosos Anargyros et Thaumaturgos Cosmum et Damianum.